# David Bortolussi
David Bortolussi (* 21. Juni 1981) ist ein italienisch-französischer Rugby-Union-Spieler, der zumeist auf der Position des Schlussmanns eingesetzt wird. Von 2006 bis 2008 spielte er für die italienische Nationalmannschaft.

## Biografie
Als Sohn friaulischer Einwanderer in Frankreich geboren, besitzt Bortolussi sowohl die italienische als auch die französische Staatsbürgerschaft. Erste Erfahrungen als Profispieler sammelte er bei seinem Heimatverein, dem FC Auch. 2002 wechselte er zum CA Bègles-Bordeaux, 2003 zum Erstligisten Montpellier Hérault RC. Bortolussi gehörte der französischen U21-Nationalmannschaft an, entschied er sich dann aber dazu, für die italienische Nationalmannschaft zu spielen, nachdem er vom französischen Verband nicht berücksichtigt worden war. Sein erstes Test Match für Italien bestritt er am 11. Juni 2006 auswärts gegen Japan. Er nahm an der Weltmeisterschaft 2007 in Frankreich teil und erzielte 32 Punkte in vier Spielen.
Nach nur zwei Jahren spielte Bortolussi ein letztes Mal für Italien. Ebenfalls 2008 wechselte er zum Zweitligisten US Dax. Nach zwei Saisons zog er sich vom Profisport zurück und schloss sich dem Amateurverein JS Riscle in der vierthöchsten Liga Fédérale 2 an. Seit 2015 ist er dort als Spielertrainer tätig.